# Llei del copyright a Itàlia
Les provisions relacionades amb la llei italiana del copyright (diritto d'autore) es troben en la llei núm. 633 de 22 d'abril de 1941 (així com les diverses esmenes). Certes provisions fonamentals també es troben al Codi Civil italià de 1942, articles 2575–2583.
La llei del copyright a Itàlia no ha canviat gaire des de la primera promulgació d'aquestes provisions. Hi ha hagut esmenes a la llei núm. 633 per incorporar obres específiques com ara programes d'ordinador i bases de dades, o per afegir o alterar excepcions d'usuari, però generalment els legisladors italians han estat reticents a instituir qualsevol reforma major o fonamental.[1]
La llei italiana del copyright està fortament decantada cap als drets dels autors. Les excepcions a drets exclusius dels autors són limitades, no hi ha cap provisió equivalent a ús lleial (fair use) o tracte lleial (fair dealing), i generalment són interpretades restrictivament pels tribunals. [1]

## Objecte de la norma
L'objecte de la protecció s'estipula (idènticament) tant al Codi Civil (Art. 2575) com a la llei núm. 633 (Art. 1): “L'objecte del dret de l'autor és l'obra intel·lectual de caràcter creatiu que pertany a les ciències, la literatura, la música, l'art figuratiu, l'arquitectura, el teatre i la cinematografia, independentment de l'estil o la forma d'expressió.” No cal que l'obra estigui fixada en cap mitjà per atreure la protecció del copyright.
Tot i que l'art. 1 requereix només que l'obra sigui “de l'intel·lecte” i “de caràcter creatiu”, els tribunals italians i els estudiosos han interpretat que la provisió condiciona la protecció del copyright sobre quatre elements: (1) un grau particular (no gaire alt) de creativitat; (2) novetat; (3) objectificació o externalització de l'obra; (4) afiliació a l'art o la cultura. [1]
L'art. 2 enumera exemples no exhaustius d'objectes protegits (“Queden protegits en particular...”): obres literàries, dramàtiques, científiques, d'educació i religioses (tant si estan en forma escrita com oral); composicions musicals amb o sense paraules; obres coreogràfiques i pantomimes; programes d'ordinador i bases de dades.
Les actes oficials de l'estat no gaudeixen de la protecció del copyright (Art. 5).

## Propietat
El Codi Civil manifesta que els drets pertanyen a l'autor i als hereus de l'autor, subjectes a circumstàncies especials (Art. 2580).

## Formalitats
La llei italiana no requereix cap formalitat específica com ara registre o dipòsit del copyright per subsistir. El Codi Civil (Art. 2576) i la llei núm. 633 (Art. 6) estipula que els drets s'adquireixen en primer lloc per la creació de l'obra com una expressió particular de l'esforç intel·lectual.

## Drets econòmics
Els drets econòmics exclusius s'interpreten àmpliament a la llei italiana del copyright. L'art. 12 no limita les maneres en què es poden explotar els drets econòmics, però en proporciona exemples. L'autor té el dret exclusiu a publicar l'obra i a utilitzar l'obra en qualsevol configuració o forma, original o derivativa (dins d'uns límits fixats per la llei) i en particular certs drets exclusius com ara reproducció en qualsevol manera o forma per qualsevol procés (Art. 13), actuació pública (Art. 15), i comunicació per cable, ràdio, o Internet (Art. 16). L'autor també té el dret exclusiu a autoritzar-ne el lloguer o préstec al públic (Art. 18-bis).
Amb relació a programes d'ordinador, bases de dades, i dissenys industrials creats per un treballador en el curs de les seves obligacions, l'empresari té dret exclusiu a exercir drets econòmics sobre l'obra (Arts. 12-bis, 12-ter). Igualment, si es fa una fotografia en el curs de les obligacions, els drets econòmics pertanyen a l'empresari o a la persona que va encarregar el retrat (Art. 88).
Certes categories d'obres estan subjectes a drets especials d'explotació. En obres dramatico-musicals, el benefici és compartit entre els autors en proporció al valor estimat de la contribució. Per exemple, en el cas d'òperes, es concedeix a l'autor de la música les 3/4 del total, mentre que a l'autor de la lletra se li’n concedeix 1/4 (Art. 34). En una obra fílmica, els autors del tema, escenari i música, així com el director artístic, són considerats autors conjunts. Tot i que els drets d'explotació sobre la totalitat de l'obra pertanyen al productor, certs usos requereixen el consentiment dels autors conjunts (Arts. 44–46). Els serveis de ràdio i televisió poden emetre obres interpretades en llocs públics sense consentiment de l'autor, però només si l'obra no s'interpreta per primera vegada. L'autor en qualsevol cas rebrà remuneració per aquestes emissions (Arts. 52, 56, 57).

## Drets morals
En l'autor-cèntrica llei italiana del copyright, els drets morals són eterns, intransferibles i inalienables. L'autor, fins i tot després de la transferència de drets econòmics, conserva el dret a reclamar-ne l'autoria i a oposar-se a la mutilació de l'obra o a qualsevol acte que fos perjudicial al seu honor o reputació (Arts. 20, 22). A la mort de l'autor, aquests drets poden ser exercits per la família i els descendents (Art. 23).

## Durada
La durada dels drets econòmics per a la majoria d'obres i per a fotografies en la llei italiana és de 70 anys a partir de la mort de l'autor (Art. 28). On hi hagi múltiples autors, i per a obres cinematogràfiques, els drets econòmics expiren 70 anys després de la mort de l'últim autor supervivent (Arts. 26, 32). Per a obres en què els drets econòmics són propietat del govern, d'acadèmies, organismes públics, i organitzacions culturals sense ànim de lucre, la durada dels drets econòmics és de 20 anys a partir de la primera publicació (Art. 29).

## Drets propers
La llei italiana del copyright també estipula certs drets d'explotació sobre no-obres. Els productors fonogràfics tenen el dret exclusiu durant 50 anys des de la fixació (i sense perjudici dels drets d'autor) a autoritzar la reproducció, distribució, lloguer, préstec, i disponibilitat a Internet de la gravació de so (Art. 72). Les cadenes de ràdio i televisió tenen el dret exclusiu durant 50 anys des de la primera transmissió (sense perjudici dels drets de l'autor) a autoritzar la fixació (a més de la reproducció i distribució de fixacions) i a la retransmissió del programa (Art. 79). Els intèrprets tenen el dret exclusiu durant 50 anys des de la interpretació a autoritzar la fixació de l'actuació (a més de la reproducció, distribució, lloguer o préstec de la fixació) i l'emissió d'actuacions en directe (Art. 80). També es donen a l'intèrpret drets morals a oposar-se a qualsevol comunicació o reproducció de la seva actuació que puguin ser perjudicials al seu honor o reputació (Art. 81). De totes maneres, la durada d'aquest dret moral particular és de 50 anys a partir de l'actuació (Art. 85).
La llei italiana del copyright estableix que la correspondència personal inèdita i les memòries no poden ser comunicades al públic sense el consentiment de l'autor i el destinatari (quan s'escaigui). Aquest dret no expira i és vigent fins i tot quan l'obra mateixa ha arribat al domini públic. Igualment, el retrat d'una persona no pot ser exhibit, reproduït, o distribuït comercialment sense el consentiment del subjecte o de la seva família si ha mort (Art. 93).

## Cessions i llicències
L'explotació dels drets d'autor, així com drets propers, es pot adquirir, vendre o transferir, si la transferència s'explica per escrit (Arts. 107, 110). Però els contractes de publicació no poden disposar la transferència de drets futurs indeterminats (Art. 119). En altres paraules, un autor no pot contractar la transferència de drets que encara no existeixen a la llei.
Un altre dret dels artistes i autors es coneix com a diritto di seguito (“dret a seguir”): el dret a ser remunerat quan la primera venda pública de la seva obra d'art o manuscrit originals excedeixin el preu de la primera transferència. L'artista té aleshores dret a un percentage del benefici fet en vendes públiques posteriors de l'obra (Art. 144). Aquest dret no es pot alienar, i persisteix durant 70 anys després de la mort de l'artista o de l'autor (Arts. 147, 148).

## Excepcions i limitacions
La llei italiana del copyright no té cap equivalent a les provisions d'ús lleial (fair use) o tracte lleial (fair dealing). Les limitacions i excepcions s'estableixen individualment i són interpretades restrictivament pels tribunals, tal com s'espera en un règim de drets d'autor. [1] La provisió de còpia privada no hi va ser afegida fins al 1993. [1]
Certes excepcions no requereixen remuneració a l'autor: la reproducció d'articles de notícies o emissions actuals, sempre que se n'indiqui la font original (Art. 65); la reproducció o comunicació de discursos públics sobre qüestions d'interès polític o de govern (Art. 66); l'ús de fragments o citacions per a la crítica, la discussió o l'ensenyament o la recerca no-comercials (amb esment de la font) (Art. 70); la reproducció i la comunicació per a persones amb discapacitats (Art 71-bis); i la comunicació d'imatges i música de baixa resolució per Internet amb propòsits educatius o científics (Art. 70). Els préstecs per part de biblioteques estatals fets per a la promoció cultural o l'estudi personal no requereixen autorització ni remuneració (Art. 69). Els usuaris poden fer reproduccions reprogràfiques del 15% d'una obra (excloent-ne partitures) per a ús privat; la remuneració la paguen als autors la biblioteca o copisteria on es fa la reproducció (Art. 68). Els usuaris legítims també poden reproduir música i videos per a ús personal i no-comercial (Art. 71-sexies). Els autors i productors fonogràfics tenen dret a remuneració per aquestes activitats via exaccions sobre dispositius de gravació i suports verges (Art. 71-septies).
Allà on una obra està protegida per una mesura de protecció tecnològica, els titulars dels drets estan obligats a adoptar solucions escaients per permetre l'exercici de certes excepcions i limitacions a petició d'usuaris legítims, quan l'exercici no entri en conflicte amb la normal explotació de l'obra o ni hi hagi un excessiu perjudici als titulars dels drets (Art. 71-quinquies).

## Recursos i sancions
La llei núm. 633 fixa recursos civils com ara requeriments judicials, danys (incloent-hi no pecuniaris), destrucció d'exemplars il·legals i destrucció d'equips de còpia i dispositius destinats primàriament a esquivar les mesures de protecció tecnològica (Arts. 156–161). Un titular dels drets també pot sol·licitar un requeriment interí per la violació de drets econòmics (Art. 163).
Les sancions criminals per als infractors inclouen multes i presó (Art. 171). Si la infracció es fa amb propòsit de guany o comercial les sancions s'incrementen (Art. 171-ter).

## Organitzacions d'administració col·lectiva
La llei italiana del copyright permet la gestió col·lectiva de drets. El paper d'intermediari, però, està reservat legalment a la Società italiana degli autori ed editori (SIAE)  tot i que l'afiliació no és obligatòria (Art. 171). La SIAE és un organisme públic que té un paper central en l'exercici de drets econòmics, i és responsable de la concessió de llicències i autoritzacions, i de la recaptació i distribució de roialties (Art. 171-ter). La SIAE té un paper central en l'administració de drets, en la supervisió de projeccions públiques en cinemes, emissions per ràdio i televisió, reproducció i distribució d'obres audiovisuals i fotogràfiques, de copisteries i de la manufacturació, importació i distribució de suports verges (Art. 180). L'organització també posa la seva marca sobre els mitjans que contenen programari, gravacions de so i imatges en moviment destinats a sortir al mercat per a la venda o lloguer. Aquesta marca consisteix en un adhesiu hologràfic en el qual s'imprimeix el nom de l'autor o propietari del copyright, un número ID seqüencial, i la destinació final del producte (venda o lloguer) (Art. 181-bis).